# Plaça Gomila
Localitzada prop del port de Palma, la Plaça Gomila és un petit però compacte centre de la vida nocturna de la ciutat. Els clubs, bars i shows atreuen tant gent local com internacional. No obstant això, la plaça Gomila ha patit una gran decadència a principis dels anys 90.
El barri que agrupava la plaça Gomila en El Terreno i tot el que representava aquella zona ha fet un gran canvi en la composició social, amb un gran percentatge d'immigrants, procedents majoritàriament de Sud-amèrica.
Temps enrere, la zona que englobava El Terreno i la plaça era com un petit poble dins una ciutat. El Terreno era un barri amb una vella parròquia, petites escoles (com La Immaculada i l'escola Francesa) i cases de tota classe (antics xalets, petits edificis...) habitades per estrangers i famílies mallorquines, i en pocs casos, per gent coneguda.

## Història
El Terreno (amb la plaça Gomila), a finals del segle xix tenia l'aspecte d'un barri d'esbarjo. En aquesta època, la família d'en Pau Gomila es va construir una casa allà per passar les vacances. Els senyors Gomila varen decidir cedir un espai del seu solar a l'Ajuntament de Palma perquè els seus fills i altres nins juguessin i passassin el temps. Aquest nou espai va ser anomenat “sa Placeta”. Després d'uns anys, la família Gomila se'n va anar a viure a Santiago de Cuba i la seva casa, anys després, es va convertir en l'antiga sala de festes Tito’s. Va sobreviure uns anys més “La Placeta”, configurada per bancs de pedra entre columnes. Res queda d'això. En aquesta mateixa plaça varen habitar alguns personatges famosos com el pintor Santiago Russiñol.
L'any 2021 es van iniciar les obres de rehabilitació de la Plaça Gomila i el seu entorn, disenyades per l'estudi de arquitectura GRAS-Reynés amb la firma dels Països Baixos MVRDV.